# Jean-Luc Bleunven
Jean-Luc Bleunven, né le 20 décembre 1958 à Plabennec, est un homme politique français. Il est élu député de la Troisième circonscription du Finistère avec 52,29 % des voix au second tour le 17 juin 2012. Il est battu lors de l'élection législative de 2017.

## Biographie
Après diverses expériences, Jean-Luc Bleunven a repris la ferme familiale en 1986. Militant à la confédération paysanne pour la partie professionnelle, il s'est beaucoup impliqué dans le secteur associatif, ce qui l'a conduit à s’engager en politique au conseil municipal de Plabennec en 1985. Il est marié et père de six enfants.
De 2008 à 2014, il est maire divers gauche de la commune de Plabennec et vice-président de la Communauté de communes du pays des Abers de 2011 à 2014, avant que la commune ne rebascule à droite à la suite des élections municipales de mars 2014.
Il est député PS du Finistère de 2012 à 2017.